# Oratorio di San Rocco (Arogno)
L'oratorio di San Rocco è situato ad Arogno

## Storia e descrizione
Le prime tracce documentate dell'oratorio risalgono al 1590. L'edificio fu restaurato nel 2009.
L'interno presenta una volta tardogotica con nervature a losanghe. Sull'altare in stucco della seconda metà del Seicento è una pala con la Madonna.